# Agulla SW de Cerbillona
L'Agulla SW de Cerbillona és un cim de 3.048 m d'altitud, amb una prominència de 8 m, que es troba a l'aresta SW del pic de Cerbillona, al massís del Vinyamala, a la província d'Osca (Aragó).